# راسموس يوهانسون
راسموس يوهانسون (بالدنماركية: Rasmus Johansson)‏ (4 أبريل 1995 - ) هو لاعب كرة قدم دانمركي في مركز الوسط. شارك مع منتخب الدنمارك لكرة القدم.

## وصلات خارجية
- راسموس يوهانسون على موقع الاتحاد الأوربي (الإنجليزية)
- راسموس يوهانسون على موقع قاعدة بيانات كرة القدم.إي يو (الإنجليزية)
- راسموس يوهانسون على موقع ناشيونال فوتبول تيمز (الإنجليزية)
- راسموس يوهانسون على موقع Soccerway.com (الإنجليزية)
- راسموس يوهانسون على موقع عالم كرة القدم.نت (الإنجليزية)